# Luminova Tour
Luminova Tour es la segunda gira y el regreso de los escenarios de la artista Karol Sevilla luego de 5 años de su primera gira Que Se Pare El Mundo Tour. El concierto contara con un amplio repertorio musical, incluyendo las nuevas canciones de su álbum debut como solista. Se espera que comience su gira nacional por México, para luego pasar a Estados Unidos, Latinoamérica y Europa.

## Antecedentes
En 2018, justo después de terminar la gira de conciertos de la serie Soy Luna, Karol Sevilla dio inicio a su gira como solista Que Se Pare El Mundo Tour donde recorrió parte de Latinoamérica con sus canciones solistas, Covers y canciones de la misma serie. Ahora en 2024, da inicio a su segunda gira promocionando su álbum debut como solista, que saldrá en el mismo 2024.
La gira dio pre inicio  en el festival Tecate Emblema, donde cantó algunas de sus antiguas canciones. La primera fecha donde estrenará su show terminado será el 21 de agosto en el pepsi center en Ciudad de México, México.
La gira cuenta con el concepto y canciones del primer álbum de estudio de Karol Sevilla, y un homenaje a su persona Luna Valente de la serie de Disney, Soy Luna.
Originalmente, la gira iba a comenzar el 21 de agosto de 2024, pero la gira sufrió un retraso ya que la cantante sufrió un accidente en el pie a semanas de comenzar el tour, así que finalmente dio inicio el 29 de octubre.

## Repertorio
El repertorio se dio a conocer oficialmente en el concierto en el Pepsi Center WTC en Ciudad de México el 29 de octubre de 2024.
1. Intro
2. «Tus Besos»
3. «Dime Dime»
4. «Gracias Por estar»
5. «A Bailar»
6. «Besos de Ceniza»
7. «Mil Besos Por Segundo»
8. «Desde Hoy»
9. «Viernes»
10. «La canción más bonita»
11. «El Lugar»
12. «La Bikina»
13. «Nadie Te Entiende»
14. «Pase Lo Que Pase»
15. «Yo No Creo En Los Hombres»
16. «Vuélveme a Mirar Así»
17. «Casi El Paraíso»
18. «Espejo (2AM)»
19. «Pensándote»
20. «Alas»
21. «La Vida Es Un Sueño»
22. «Valiente»
23. «Eres»
24. «Soy Yo»
25. «Anónimo»
26. «Otro Mood»
27. «Cenicienta»
28. «Weekend»

## Artistas Invitados
- 29 de octubre (Ciudad de México): Michael Ronda, Jorge Blanco (actor), Mario Bautista, Pee Wee, Giovanna Reynaud y Pasquale Di Nuzzo.

## Presentaciones
La gira tuvo una reprogramación de las fechas debido a que la cantante tuvo un accidente, por lo que la fecha final de inicio pasó a ser el 29 de octubre de 2024.
| Fechas                  | Ciudad               | País   | Lugar               |
| 29 de octubre de 2024   | Ciudad de México     | México | Pepsi center wtc    |
| 6 de noviembre de 2024  | Monterrey            | México | Showcenter Complex  |
| 20 de noviembre de 2024 | Mérida (México)      | México | Auditorio La Isla   |
| 24 de noviembre de 2024 | Toluca de Lerdo      | México | Teatro Morelos      |
| 28 de noviembre de 2024 | Puebla               | México | Auditorio Explanada |
| TBA                     | Guadalajara (México) | México | Teatro Diana        |
| TBA                     | Querétaro            | México | Auditorio Josefa O  |
| ----------------------- | -------------------- | ------ | ------------------- |